# Brithys vertenteni
Brithys vertenteni là một loài bướm đêm trong họ Noctuidae.